# Cheung Kong Group
Cheung Kong Group (長江實業 (集團) 有限公司) — один из ведущих конгломератов Гонконга, принадлежащий миллиардеру Ли Кашину и его старшему сыну Виктору Ли. Штаб-квартира группы расположена в небоскрёбе Cheung Kong Center (округ Сентрал).
В 2015 году компании Cheung Kong Group и Hutchison Whampoa слились в единую группу CK Hutchison Holdings.

## История
Ли Кашин основал компанию в 50-х годах XX века как небольшого производителя пластмассовых изделий и вскоре сумел превратить её в ведущего гонконгского застройщика и оператора недвижимости. С 1972 года Cheung Kong Holdings числится в листинге Гонконгской фондовой биржи. По состоянию на март 2011 года в Cheung Kong Group работало 9 тыс. человек, рыночная стоимость корпорации составляла более 36 млрд долларов, а продажи — почти 2,3 млрд долларов.

## Структура
Cheung Kong Group работает в нескольких сферах: недвижимость, инфраструктура, строительство, гостиничное дело, розничная торговля, информационные технологии, телекоммуникации, масс-медиа и финансовые услуги. Главными активами группы являются конгломераты Hutchison Whampoa и Cheung Kong Holdings. Различные объекты недвижимости (жилые, офисные, торговые, гостиничные и складские комплексы), которыми владеет Cheung Kong Group, расположены в Гонконге и десятках городов Китая.
Среди главных активов Cheung Kong Holdings — The Center, Чхёнкхон-сентер, Харборфронт-лендмарк, LOHAS Park, Башни Виктория, Метро-таун, Манхэттен-хайтс, Баньян-гарден, Фестивал-Сити.

### Hutchison Whampoa
Флагманский актив Cheung Kong Group и «жемчужина» бизнес-империи Ли Кашина.

### Cheung Kong Infrastructure Holdings
Совместное предприятие Cheung Kong Group и Hutchison Whampoa, инвестирует в энергетику, транспортную инфраструктуру и водоснабжение (в 2010 году компания купила у Électricité de France крупные энергетические активы в Великобритании). Имеет интересы в Гонконге, Китае, Австралии, Великобритании, Канаде и на Филиппинах, а также владеет цементной компанией Green Island Cement.

### Power Assets Holdings
Совместное предприятие Cheung Kong Group и Hutchison Whampoa, владеет компаниями Hongkong Electric Company (основана в 1890 году), Power Assets Investments и Associated Technical Services. Основные активы Power Assets Holdings расположены в Гонконге, Китае, Австралии, Великобритании и Таиланде. По состоянию на март 2011 года в Power Assets Holdings работало 2 тыс. человек, рыночная стоимость корпорации составляла 14,37 млрд долларов, а продажи — 1,33 млрд долларов.

### Husky Energy
Husky Energy — крупная канадская нефтегазовая корпорация, также имеющая активы в Китае, Индонезии и США.

### TOM Group
Крупный медиа-холдинг с активами в Гонконге, Китае и на Тайване, основан в 1999 году как совместное предприятие Cheung Kong Group и Hutchison Whampoa. Контролирует интернет-провайдера TOM Online (обслуживает более 300 млн интернет-пользователей), оператора наружной рекламы TOM Outdoor Media Group (имеет рекламные площади в более чем 60-и китайских городах), развлекательный телеканал China Entertainment Television (базируется в Шэньчжэне), а также издает многомиллионными тиражами десятки журналов и тысячи книг.

### CK Life Sciences International
Крупная биотехнологическая компания, базирующаяся в Гонконге (также занимается маркетингом и продажей продуктов, связанных с агробизнесом и здравоохранением).

### Ming An Holdings
Крупная гонконгская страховая компания, совместное предприятие Cheung Kong Group и China Taiping Insurance.

## Реструктуризация
В январе 2015 года Ли Кашин подтвердил, что Cheung Kong Group будет реструктурирована, а бизнес по продаже недвижимости будет выделен в отдельную листинговую компанию Cheung Kong Property. Новая холдинговая компания Hutchison Holdings была создана 18 марта 2015 года на Каймановых островах и зарегистрирована в Гонконге. Hutchison Whampoa была исключена из листинга 3 июня 2015 года, в тот же день, когда началась торговля новой компанией Cheung Kong Property Holdings, включающей существующие имущественные активы группы.